# Nicolas-Rémy Lesure
Nicolas-Rémy Lesure est un homme politique français né le 6 décembre 1734 à Vouziers (Ardennes) et décédé le 15 décembre 1793 à Paris.

## Biographie
Lieutenant général civil du bailliage de Sainte-Menehould, il est député du tiers état aux états généraux de 1789. Il est ensuite juge de paix. Suspect sous la Terreur, il est condamné à mort par le tribunal révolutionnaire de Paris.

## Sources
- « Nicolas-Rémy Lesure », dans Adolphe Robert et Gaston Cougny, Dictionnaire des parlementaires français, Edgar Bourloton, 1889-1891 [détail de l’édition]